# Haruhiro Yamashita
Haruhiro Yamashita (山下 治広?, Yamashita Haruhiro; Uwajima, 11 novembre 1938) è un ex ginnasta giapponese.

## Palmarès
Olimpiadi
- 2 medaglie:
  - 2 ori (concorso a squadre a Tokyo 1964, volteggio a Tokyo 1964)

Mondiali
- 4 medaglie:
  - 3 ori (concorso a squadre a Praga 1962, concorso a squadre a Dortmund 1966, volteggio a Dortmund 1966)
  - 1 argento (volteggio a Praga 1962)